# Auguste Cavadini
Auguste Baptiste Cavadini (ur. 21 lipca 1865 w Morbio Inferiore w Szwajcarii, zm. ?) – francuski strzelec, medalista olimpijski, mistrz świata.
Był związany z Paryżem. W 1900 roku wystąpił na igrzyskach olimpijskich, na których zdobył brązowy medal w drużynowym strzelaniu z karabinu dowolnego w trzech postawach z 300 m (skład zespołu: Auguste Cavadini, Maurice Lecoq, Léon Moreaux, Achille Paroche, René Thomas). Indywidualnie najwyższą pozycję osiągnął w strzelaniu z karabinu dowolnego leżąc z 300 m, w którym uplasował się na 7. miejscu
Cavadini jest siedmiokrotnym medalistą mistrzostw świata. Jedyny tytuł mistrzowski wywalczył podczas turnieju w 1898 roku, w którym wygrał drużynowe strzelanie z karabinu dowolnego w trzech postawach z 300 m. Ponadto sześciokrotnie zdobył brązowy medal, w tym dwukrotnie indywidualnie na zawodach w 1898 i 1902 roku.

## Wyniki

### Igrzyska olimpijskie
| Igrzyska   | Konkurencja                                     | Wynik                                    | Miejsce | Źródło |
| ---------- | ----------------------------------------------- | ---------------------------------------- | ------- | ------ |
| Paryż 1900 | Karabin dowolny, trzy postawy, 300 m            | 880 pkt. (316–286–278)                   | 11      | [ 2 ]  |
| Paryż 1900 | Karabin dowolny, trzy postawy, 300 m, drużynowo | 4278 pkt. (druż.) 880 pkt. (316–286–278) |         | [ 3 ]  |
| Paryż 1900 | Karabin dowolny leżąc, 300 m                    | 316 pkt.                                 | 7       | [ 4 ]  |
| Paryż 1900 | Karabin dowolny klęcząc, 300 m                  | 286 pkt.                                 | 17      | [ 5 ]  |
| Paryż 1900 | Karabin dowolny stojąc, 300 m                   | 278 pkt.                                 | 10      | [ 6 ]  |

### Medale mistrzostw świata
Opracowano na podstawie materiałów źródłowych:
| Mistrzostwa  | Konkurencja                                     | Wynik                                                     | Miejsce |
| ------------ | ----------------------------------------------- | --------------------------------------------------------- | ------- |
| Lyon 1897    | Karabin dowolny, trzy postawy, 300 m, drużynowo | 2206 pkt. lub ? (druż.) 427 pkt. ind. (144–142–141) lub ? |         |
| Turyn 1898   | Karabin dowolny, trzy postawy, 300 m, drużynowo | 4447 pkt. (druż.) 876 pkt. ind. (305–287–284)             |         |
| Turyn 1898   | Karabin dowolny stojąc, 300 m                   | 284 pkt.                                                  |         |
| Paryż 1900   | Karabin dowolny, trzy postawy, 300 m, drużynowo | 4278 pkt. (druż.) 880 pkt. ind. (316–286–278)             |         |
| Lucerna 1901 | Karabin dowolny, trzy postawy, 300 m, drużynowo | 4386 pkt. (druż.) 870 pkt. ind. (317–265–288)             |         |
| Rzym 1902    | Karabin dowolny, trzy postawy, 300 m, drużynowo | 4285 pkt. (druż.) 869 pkt. ind. (316–288–265)             |         |
| Rzym 1902    | Karabin dowolny leżąc, 300 m                    | 316 pkt. lub 317 pkt.                                     |         |